# Fort des Justices
Il Fort des Justices (ufficialmente Fort Pajol) è stato costruito tra il 1860 e l'inizio 1870, situato a Montrapon-Fontaine-Écu, Besançon, Franca-Contea.
Fu costruito per essere occupato dai militari della guerra franco-prussiana, per fermare, in particolare, le forze prussiane trovatosi a Vesoul, ma tuttavia non fu mai usato in battaglia. Fu poi demolito negli anni '80.

## Storia
La data esatta di costruzione non è nota, ma si crede che sia stata fatta negli anni 1860 e all'inizio del 1870. La costruzione del fort fu costruita per evitare le possibili guerre. Al vertice vi era il generale francese Pierre Claude Pajol; tuttavia, non fu mai utilizzato nella prima guerra mondiale poiché Besançon non è stato coinvolto nel conflitto e non vi sono alcune fonti che attestino vi è stata utilizzata nella seconda guerra mondiale.
Il sito è ritenuto abbandonato subito dopo la prima guerra mondiale; la posizione attuale della fortezza è occupata dagli uffici della Gendarmerie nationale.